# Acanthoscurria theraphosoides
Acanthoscurria theraphosoides é uma espécie de aranha pertencente à família Theraphosidae (tarântulas).